# بيخال

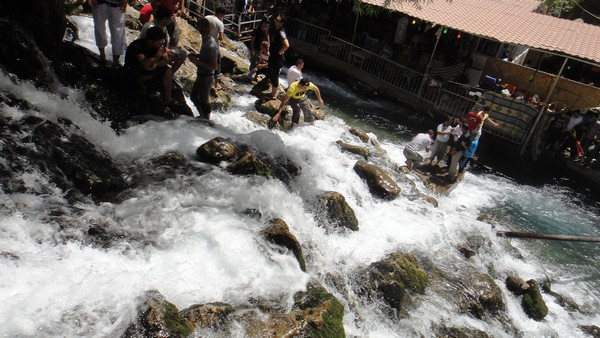
شلال بيخال من الأعلى

شلال بيخال (بالكردية: تاڤگەی بێخاڵ، Bêxal‏) يقع في الجزء الشمالي الجبلي من البلاد في إقليم كردستان، في محافظة أربيل.  تقع على بعد 10 كم غرب رواندز و 135 كم من أربيل. يستضيف هذا الشلال العديد من الزوار والسياح في جميع أنحاء البلاد.